# Амангельдинское
Амангельдинское (каз. Амангелді) — село в Есильском районе Северо-Казахстанской области Казахстана. Административный центр Амангельдинского сельского округа.  Код КАТО — 594235100. Основано в 1955 году в связи с освоением целинных и залежных земель.

## География
Находится на левом берегу реки Ишим, примерно в 6 км к западу от села Явленка, административного центра района, на высоте 118 метров над уровнем моря.
В 3 км к северо-западу от села находится озеро Алва (озеро).

## Население
В 1999 году численность населения села составляла 1029 человек (501 мужчина и 528 женщин). По данным переписи 2009 года, в селе проживало 700 человек (330 мужчин и 370 женщин).